# Augusta da Prússia
Cristina Frederica Augusta da Prússia (em alemão:  Christine Friederike Auguste von Preußen; Potsdam, 1 de maio de 1780 - Kassel, 19 de fevereiro de 1841) foi filha do rei Frederico Guilherme II da Prússia e eleitora-consorte de Hesse.

## Família
Augusta era a sexta filha do rei Frederico Guilherme II da Prússia e da condesse Frederica Luísa de Hesse-Darmstadt. Entre os seus irmãos estava o rei Frederico Guilherme III da Prússia e a princesa Guilhermina da Prússia, esposa do rei Guilherme I dos Países Baixos. Os seus avós paternos eram o o príncipe Augusto Guilherme da Prússia e a duquesa Luísa de Brunswick-Wolfenbüttel. Os seus avós maternos eram o conde Luís IX de Hesse-Darmstadt e a condessa Carolina de Zweibrücken.

## Biografia
A 13 de fevereiro de 1797, Augusta casou-se em Berlim com o príncipe Guilherme II, Duque de Hesse-Cassel, filho mais velho do eleitor Guilherme I de Hesse-Cassel. Guilherme sucedeu o pai em 1821.
O casamento tinha sido uma aliança política e foi infeliz. Augusta e Guilherme discutiam frequentemente, o que levava a confrontos agressivos. Em 1806, Hesse foi ocupada pelos franceses. Augusta estava em Berlim com os filhos e quando o exército de Napoleão se dirigia para a cidade, permaneceu na capital por estar grávida. Napoleão Bonaparte colocou guardas em volta da sua casa e deu ordens para que a princesa não fosse perturbada. Com Hesse e a Prússia ocupadas e a sua família no exílio, Augusta ficou sem dinheiro e, após o nascimento do seu filho, pediu para se encontrar com Napoleão. Apareceu perante o imperador francês com o filho recém-nascido nos braços e outro dos seus filhos pela mão e pediu-lhe uma pensão que foi concedida.
Após o nascimento do seu último filho em 1806, a sua relação com Guilherme terminou e, apesar de os dois continuarem casados, a partir de 1815, passaram a viver em casas separados e assinaram um acordo de separação secreto. Augusta passou a viver no Palácio de Schoenfeld onde se tornou uma conhecida anfitriã de salão. O seu palácio tornou-se o centro do círculo romântico de Schoenfelder que incluía Ludwig Hassenpflug, Joseph von Radowitz e os irmãos Grimm. Guilherme passou a viver numa casa com a sua amante, Emilie von Reichenbach-Lessonitz. O seu salão acabou em 1823 e, entre 1826 e 1831, viveu em Haag , Koblenz, Bonn e Fulda. Era considerada uma pintora de talento.

## Descendência
- Guilherme de Hesse-Cassel (9 de abril de 1798 – 25 de outubro de 1800), morreu aos dois anos de idade.
- Carolina de Hesse-Cassel (29 de julho de 1799 – 28 de novembro e 1854), nunca se casou nem teve filhos.
- Luísa de Hesse-Cassel (3 de abril de 1801 – 28 de setembro de 1803), morreu aos dois anos de idade.
- Frederico, Eleitor de Hesse (20 de agosto de 1802 – 6 de junho de 1875), casado com Gertrude Falkenstein, depois princesa de Hanau; com descendência.
- Maria Frederica de Hesse-Cassel (6 de setembro de 1804 – 4 de janeiro de 1888), casada com Bernardo II, Duque de Saxe-Meiningen; com descendência.
- Fernando de Hesse-Cassel (9 de outubro de 1806 – 21 de novembro de 1806), morreu com um mês de idade.